# Gaston Clément
Gaston Clément est un cuisinier et écrivain gastronomique belge, né le 9 juillet 1878 à Lille et mort le 21 octobre 1973 à Schaerbeek.
Il commença dans le restaurant tenu par son père à l'Exposition internationale de Bruxelles de 1897. Il travailla ensuite dans les cuisines de Léopold II. À la mort du roi, il suivit le baron Empain en Égypte pour travailler dans ses hôtels à Héliopolis. Il est à nouveau employé du Palais royal, des années 1930 aux années 1960, sous les règnes d'Albert Ier et  Léopold III.
Il fut le pionnier des chroniques gastronomiques à la télévision belge et dans la presse écrite belge - dont Le Soir - et française et connut une grande popularité.

## Ouvrages
Il n'est pas facile d'établir la liste des ouvrages publiés par Gaston Clément, entre autres parce que, s'ils ont été largement diffusés et réédités, ils ont souvent été publiés sans date. Les notices vérifiées sont placées en tête, idéalement accompagnées suivies d'une source.
- Douceurs wallonnes et flamandes : les meilleurs desserts bien de chez nous, Bruxelles, Commission nationale d'expansion économique, sans date.
  -  Réédition avec une préface de Bernard Delcord (reproduite ici) et des dessins de José Reis de Matos, Soliflor, 2011,  (ISBN 9782930543116), 111 p., ill., en ligne.(KBR).
- 300 recettes pour accommoder les fruits, ill. Pierre Ickx, Bruxelles, Commission nationale d'expansion économique, 1930.
- La cuisine pour tous (sur la couverture La cuisine belge), préf. de Paul Bouillard[1], Paris, Bruxelles, L'Églantine, 1932, 261 p. (Bnf).
- Le poisson en cuisine ménagère, Paris, Bruxelles, L'églantine, 1933.
- La cuisine de chaque saison - menus, recettes et conseils, Paris, Bruxelles, L'Églantine, 1933.
- La cuisine sur le gaz, Bruxelles, édité à compte d'auteur, 1934.
  - La cuisine sur le gaz : conseils et recettes, Bruxelles, Imp. M. Weissenbruch, sans date.
  - La cuisine sur le gaz, Sobragaz (Société intercommunale brabançonne du gaz), sans date.
- La cuisine sur le gaz : conseils et recettes, Bruxelles, Imp. Puvrez SA, 1934.
- Toute la cuisine ménagère, préface de Paul Bouillard, Bruxelles, Éd. du Laurier, sans date[2].
- Le conseiller culinaire, 2 tomes, Bruxelles, éditions Le Sphinx, 1947 (vol. 1) et 1970 (vol. 2)
  - Trad. en néerlandais, De raadsman in de kookkunst, éditions Le Sphinx, 1965, 1178 p., 18 × 24 × 6,5 cm.
- Crop's vous présente, à propos de poisson, quelques conseils et recettes de Gaston Clément, Crops, vers 1950.
- Soupes et plats de légumes, Bruxelles, Commission nationale d'expansion économique, vers 1950.
  - Trad. en néerlandais, Soepen en groentengerechten, Brussel, Nationale Commissie voor economische Uitbreiding, sans date, ill., 20 × 13 cm.
- Hors d'œuvre et plats froids, Bruxelles, éditions Le Sphinx, 1947.
- La cuisine en toutes saisons, Bruxelles, Le Sphinx, 1949.
- Pâtisseries, glaces et cocktails, Bruxelles, éditions Le Sphinx, 1950.
- Quelques bonnes recettes d'Ostende à Arlon, Tefal, vers 1950.
- Cuisine et folklore : Anvers, Limbourg, Namur, préface d'Arthur Haulot, introductions rédigées par Charles d'Ydewalle, Bruxelles, éditions Le Sphinx, 1971, 82 p., ill. (KBR)
- Cuisine et folklore : choix de recettes régionales belges : Hainaut - Luxembourg - Ardennes, préface d'Arthur Haulot, introductions rédigées par Charles d'Ydewalle, Bruxelles, éditions Le Sphinx, 1971, 87 p., ill., 24 cm (KBR)
- Cuisine et folklore de Bruxelles, Brabant, Bruxelles, éditions Le Sphinx, 1971.
- Cuisine et folklore du Hainaut, Limbourg, Namur, Bruxelles, éditions Le Sphinx, 1971.
- Cuisine et folklore : choix de recettes régionales belges : les deux Flandres, préface d'Arthur Haulot, introductions rédigées par Charles d'Ydewalle, Bruxelles, Le Sphinx, 1971, 88 p., couv., portr., ill, 25 cm (KBR)
- Cuisine et folklore : choix de recettes régionales belges : Hainaut-Luxembourg-Ardennes, préface d'Arthur Haulot, introductions rédigées par Charles d'Ydewalle, Le Sphinx, Bruxelles, 1971.
- (nl) Uw raadsman in de kookkunst, Brussel, De Sphinx, 1975, 512 p. (KBR)
- (nl) De raadsman in de kookkunst. 3, Brussel, De Sphinx, 1976, (KBR)
- Cuisine et folklore de Liège, préface d'Arthur Haulot, Commissaire général au Tourisme, introductions rédigées par Charles d'Ydewalle, Bruxelles, éditions Le Sphinx, 1979.
- Les bons plats au lait, Bruxelles, Commission nationale d'expansion économique, Bruxelles, sans date.
  - trad. en néerlandais, Lekkere melkschotels, Brussel, Nationale Commissie voor Economische Uitbreiding, san date (KBR)
- Toasts et Canapés, Bruxelles, Commission nationale d'expansion économique, sans date, 13 p., 3 planches, ill., 21 cm (KBR)
- Comment faire nos confitures, Bruxelles, Commission nationale d'expansion économique, sans date.
  - trad. en néerlandais, Hoe bereiden wij confituur ?, Brussel, Nationale Commissie voor economische Uitbreiding, sans date, ill., 20,5 × 13 cm.
- Comment préparer les fruits, Courtrai, Jos. Vermaut, Bruxelles, Commission nationale, sans date (après 1941).
- Confitures, Bruxelles, éditions Jos Vermaut, sans date.
- Cuisine économique : Conseils et Recettes d'actualité, Bruxelles, éditions Jos. Vermaut, sans date.
- Fromages de Suisse, Bruxelles, Création Publicontrol S.A., sans date.
- Joie sur la table, Bruxelles, Commission nationale d'expansion économique, sans date, 34 p. Ouvrage publié pour la promotion du sucre.
- Les délices de la table, Bruxelles, Commission nationale d'expansion économique, sans date. Prix Lucien Beauduin.
- Plats au lait et boissons de saison, Bruxelles, commission nationale d'expansion économique, sans date.
- Gourmandises, Bruxelles, Commission nationale d'expansion économique, sans date.
  - trad. en néerlandais, Lekkernijen, Brussel, Nationale Commissie voor Economische Uitbreiding, sans date, 15 p., ill., 21 × 13 cm.
- La bonne cuisine ménagère, Bruxelles, Commission Nationale d'Expansion économique, sans date.
  - trad. en néerlandais, De goede huiselijke keuken, Brussel, Commissie voor economische uitbreiding, sans date.
- Comment réussir vos conserves et Utilisation de la farine de marrons et du rutabaga, Courtrait, Jos. Vermaut, sans date.
- Confitures et gourmandises, Bruxelles, Commission nationale d'expansion économique, sans date.
- Gaston Clément vous présente des douceurs, Bruxelles, Commission nationale d'expansion économique, Bruxelles, sans date.
- Les frigorifères du littoral s.a. à Ostende vous présentent quelques conseils et recettes de Gaston Clément, sans date.
- Quelques recettes de cuisine par Gaston Clément, Bruxelles, Ets. J. Deheneffe, Bruxelles, sans date.